# Place d'Aine
La place d'Aine est une des places principales du centre-ville de Limoges.

## Situation et accès
Entrée ouest du centre-ville, située à l'emplacement de l'ancienne porte des Arènes, du nom de l'ancien amphithéâtre romain, la place d'Aine est un carrefour des boulevards ceinturant le centre historique du Château. Elle est large d'environ soixante mètres et longue de quatre-vingts mètres.
De forme quadrangulaire, elle est située à proximité de la place Winston Churchill, et est séparée du jardin d'Orsay par le tribunal de Limoges. Elle est le point de jonction entre le boulevard Gambetta, qui la relie à la mairie de Limoges, le boulevard Victor Hugo, vers la place Denis Dussoubs, la rue des Arènes et les rues Darnet, Péconnet et d'Aguesseau, qui partent vers les Halles.

## Origine du nom
Elle porte le nom de Nicolas d'Aine, qui fut intendant du Limousin, tout comme Turgot.

## Historique
Elle a été créée durant l'intendance de Turgot. Sa forme serait due au besoin de nivellement du terrain.

Elle s'est tour à tour appelée « place des Arènes », « place de la Fraternité » et enfin « place d'Aine ».

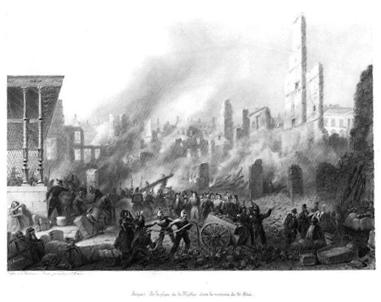
Place de la Mothe dans la matinée du 16 août 1864.

Un grand incendie, le 15 août 1864 détruira les habitations situées à l'est de la place et permettra par la suite le percement des rues Darnet, Othon Péconnet, et d'Aguesseau, ainsi que la reconstruction du quartier situé entre la place d'Aine et la place de la Motte, permettant la disparition de l'insalubrité de cette zone, mais installant également à l'image d'autres quartiers un urbanisme mal maîtrisé.
S'il a vécu peu de temps à Limoges, le célèbre peintre Auguste Renoir y est tout de même né en 1841. Sa maison natale est située tout prêt de la place d'Aine, dans l'immeuble n°71 du boulevard Gambetta (Limoges).
Jusqu'à la fin des années 1980, cette place, parsemée d'arbres, était traversée par un grand boulevard, de part et d'autre duquel les habitants rencontraient des bouquinistes. Elle fut par la suite victime d'une série de travaux qui lui ont fait perdre une grande partie de son charme : construction d'un parc de stationnement souterrain, déviation des voies de circulation automobile, création d'une sorte d'espace vert au milieu de la place.

## Bâtiments remarquables et lieux de mémoire
- no 1 : Immeuble particulier, construit en 1905, à la façade d'inspiration Art nouveau (architecte : Omer-Lucien Treich)
- no 17 : Palais de justice (Cour d'appel - TGI)